# كاثلين مور
كاثلين مور (بالإنجليزية: Kathleen Moore)‏ هي عسكري أمريكية، ولدت في 1812 في نيو أورلينز في الولايات المتحدة، وتوفيت في 1899.